# Cercopimorpha homopteridia
Cercopimorpha homopteridia là một loài bướm đêm thuộc phân họ Arctiinae, họ Erebidae.